# Brandenburgisches Museum für Klein- und Privatbahnen

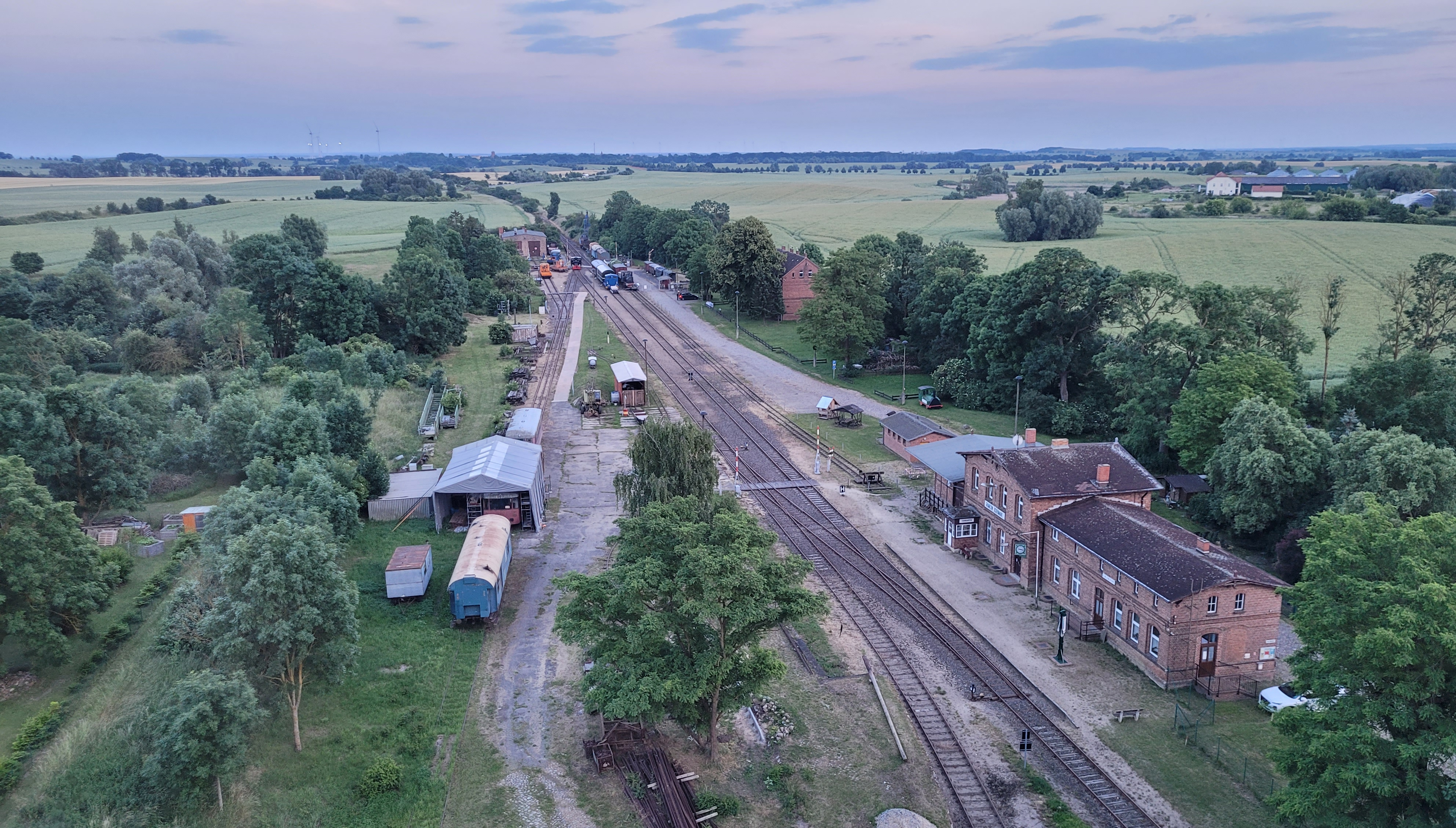
Luftbild des Bahnhofs Gramzow vom Speicher aus

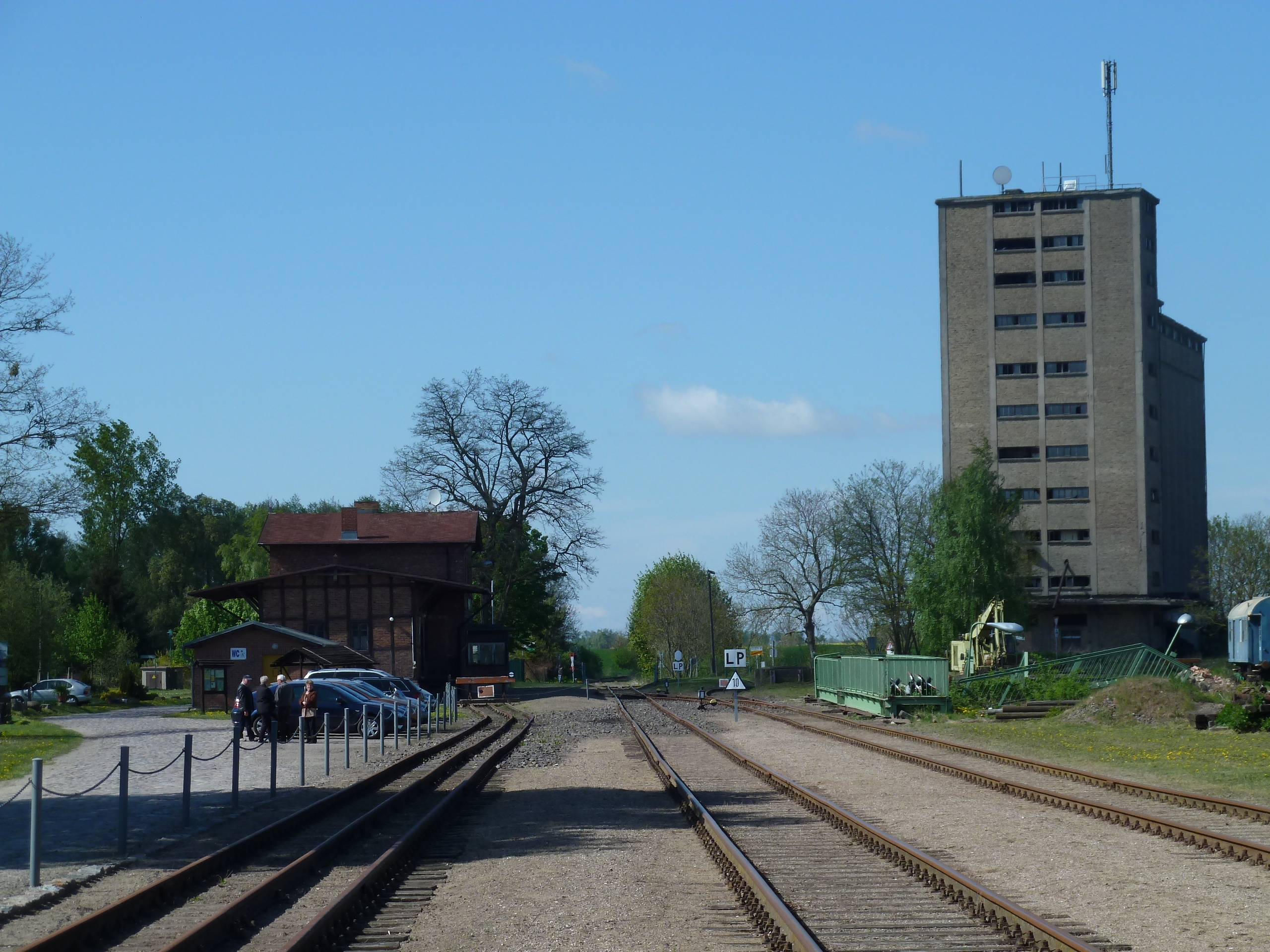
Die Ausfahrt aus Gramzow auf die Museumsstrecke. Links das Dreischienengleis für Draisinenfahrten.

Das Brandenburgische Museum für Klein- und Privatbahnen  und Gramzower Museumsbahn  ist ein Eisenbahnmuseum, Eisenbahnverkehrsunternehmen und  Eisenbahninfrastrukturunternehmen in der Gemeinde Gramzow (Landkreis Uckermark) im Norden Brandenburgs und wird als Zweckverband betrieben. Das Museum beschäftigt sich hauptsächlich mit Normalspurbahnen, es wird aber auch eine 750 mm-Schmalspurdampflok im Museum ausgestellt. Aus dem Museumsgelände heraus führt ein erhalten gebliebenes Teilstück der Kreisbahn Schönermark–Damme nach  Damme, das zu gewissen Terminen mit einem Museumszug befahren wird.

## Exponate

### Dampflokomotiven
1. 99 4503
2. 89 7296

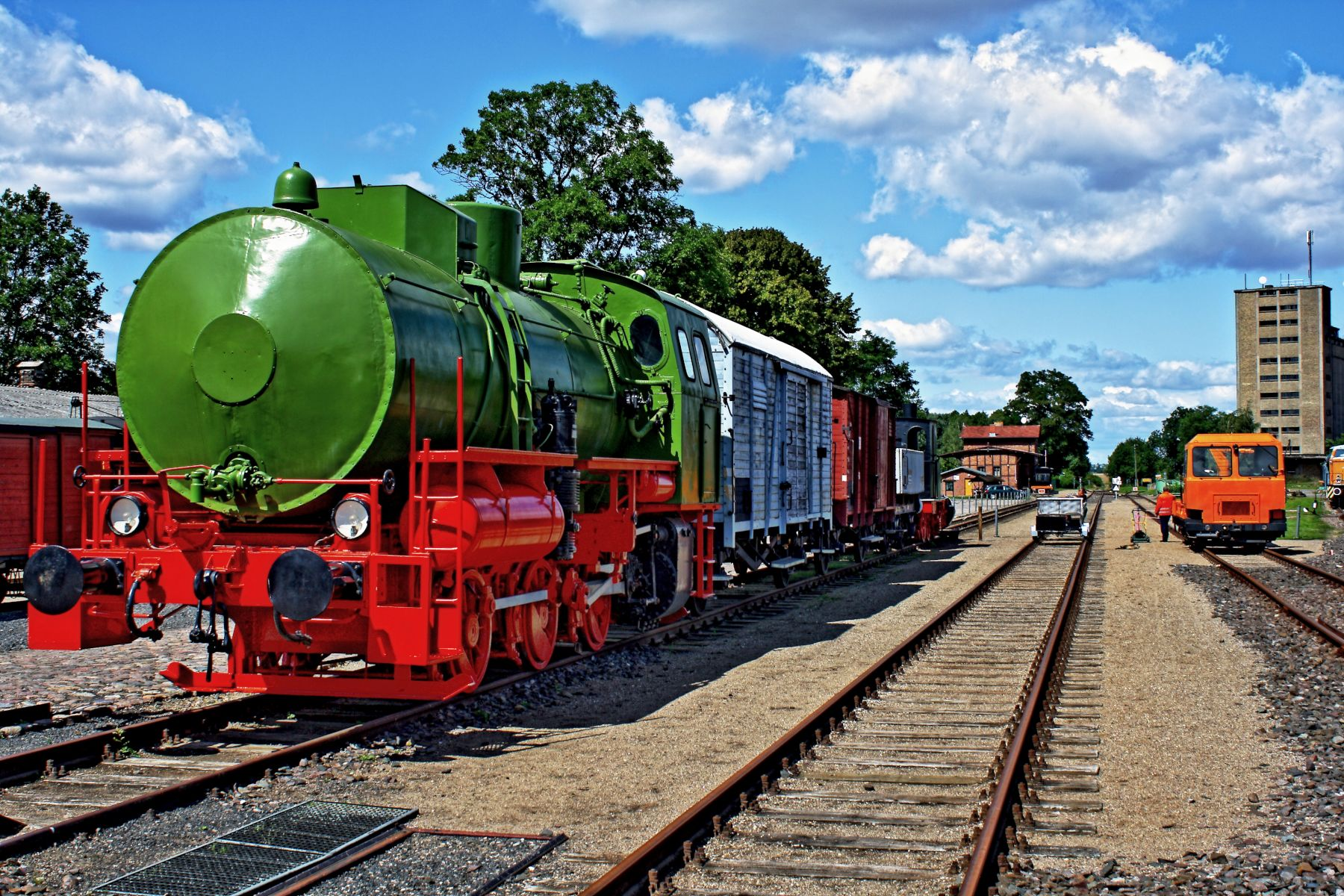
Dampfspeicherlok

3. Dampfspeicherlok C 01 (ex PCK Schwedt)

### Diesellokomotiven

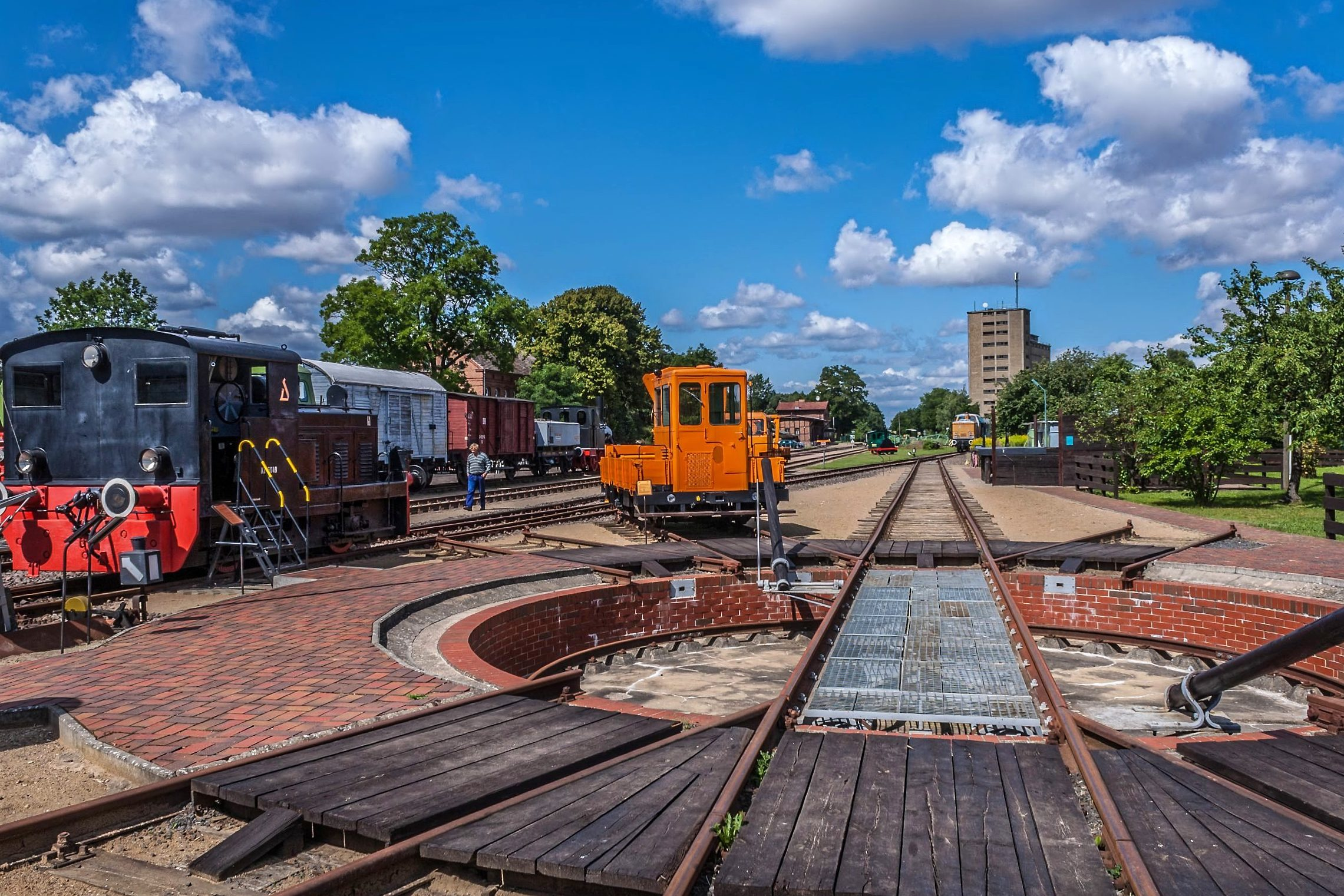
Kleinlokomotiven

1. V 60-31 (ex PCK Schwedt)
2. Kö 5049[1][2]
3. V 10B (ex Zuckerfabrik Prenzlau)
4. V 22 (ex Armaturenwerk Prenzlau)

### Elektrolokomotiven
1. L 22 (ex BEHALA, eingesetzt auf der Industriebahn Oberschöneweide)

### Triebwagen
1. 771 003 (+ Beiwagen 971 003)
2. VT 137 527 (ex Prenzlauer Kreisbahn PK 04)

### Draisinen
Das Museum besitzt eine 750 mm–Schmalspurdraisine, die auf einer kurzen Strecke gefahren werden kann. Außerdem kann man mit Normalspurdraisinen auf einer ungefähr drei Kilometer langen Eisenbahnstrecke fahren. Das Museum besitzt zudem eine Motordraisine, die nicht einsatzfähig ist. Sie steht aufgebockt im Lokschuppen.

### Sonstige Fahrzeuge
Weiterhin befinden sich in der Ausstellung des Museums ein Drehkran, mehrere Bahnarbeitswagen und Personenwagen (Schmalspur- und Normalspurwagen).

### Sonstige Exponate
In einem alten Güterschuppen auf dem Museumsgelände werden alte Uniformen und viele andere kleine Sachen, die mit der Eisenbahn und dem Eisenbahnbetrieb in Verbindung stehen, ausgestellt. In dem Schuppen ist außerdem eine Modelleisenbahn der Baugröße „G“ aufgebaut, die von den Besuchern gesteuert werden kann.